# Jin Izumisawa
Jin Izumisawa (japanisch 泉澤 仁 Izumisawa Jin; * 17. Dezember 1991 in Urayasu) ist ein japanischer Fußballspieler.

## Karriere
Izumisawa erlernte das Fußballspielen in der Jugendmannschaft von Albirex Niigata und der Universitätsmannschaft der Hannan-Universität. Seinen ersten Vertrag unterschrieb er 2014 bei Omiya Ardija. Der Verein spielte in der höchsten Liga des Landes, der J1 League. Am Ende der Saison 2014 stieg der Verein in die zweite Liga ab. 2015 wurde er mit dem Verein Meister der J2 League und stieg wieder in die J1 League auf. Für den Verein absolvierte er 87 Ligaspiele. 2017 wechselte er zum Ligakonkurrenten Gamba Osaka. Für den Verein absolvierte er 24 Erstligaspiele. Im Juni 2018 wechselte er zum Zweitligisten Tokyo Verdy. 2019 wechselte er zu Pogoń Stettin. Im Mai 2019 wechselte er zum Erstligisten Yokohama F. Marinos. 2020 wechselte er auf Leihbasis zum Zweitligisten Ventforet Kofu. Für Kōfu absolvierte er 28 Zweitligaspiele. Nach der Ausleihe wurde er von Ventforet noch ein Jahr fest unter Vertrag genommen. Im Januar 2022 unterschrieb er einen Vertrag beim ebenfalls in der zweiten Liga spielenden Ōmiya Ardija. Am Ende der Saison 2023 musste er mit dem Verein als Tabellenvorletzter in die dritte Liga absteigen. Am Ende der Saison 2024 feierte er mit dem Verein die Drittligameisterschaft und den Aufstieg in die zweite Liga. Nach dem Aufstieg verließ er den Verein und schloss sich im Januar 2025 dem Drittligisten FC Gifu an.

## Erfolge
Ōmiya Ardija
- Japanischer Drittligameister: 2024